# گاندور
در رشته‌افسانه‌های جان رونالد روئل تالکین، گوندور فرمانروایی جنوبی نومه‌نوریان در سرزمین میانه بود که مدّت کوتاهی پس از نابودی نومه‌نور توسط ایسیلدور و برادرش آناریون تأسیس شد. با وجود این پدر آنها الندیل که بر فرمانروایی شمالی آرنور حکم می‌راند، بر این قلمرو نیز پادشاهی می‌کرد. هر چند قدرت وی به مرور زمان افول‌کرد و نسل شاهان برافتاد، امّا گوندور تا اواخر دوران سوّم همچنان پابرجا ماند و نقشی کلیدی و حیاتی را در نبرد حلقه ایفا نمود. پس از شکست سائورون، گاندور توسط پادشاه اله‌سار (اراگورن) وارث ایسیلدور بازسازی شد.
پس از نابودی نومه نور، الندیل و دو پسرش با ۱۲ کشتی نومه نور را ترک کردند. در میانه راه طوفان راه کشتی های الندیل و پسرانش را جدا انداخت و الندیل به سوی شمال و ایسیلدور  و  آناریون به سمت شرق حرکت کردند.پسران الندیل پادشاهی گاندور را تاسیس کردند و اوسگیلیاث را پایتخت آن قرار دادند.

## شهرها
شهرهای گوندور عبارتند از:
- کالم‌بل
- اثرینگ، شهری تجاری در مرکز گاندور.
- دول آمروت، شهری در ساحل بلفالاس و مقر سکونت شاهزادگان دول آمروت.
- ارخ، دژ گوندور، در اواخر دوران سوم متروک گشت.
- لینهیر
- میناز تیریث به معنی برج نگهبان  (که در اصل میناس آنور به معنی برج خورشید بود)، شهر شاهان و پایتخت گاندور پس از ویران شدن شهر اوسگیلیاث بود.این شهر در اواخر دوران دوم در شرق کوه های سفید توسط آناریون پسر الندیل بنا شد.میناز تیریث شهر دو قلوی میناز ایثیل است که توسط ایسیلدور  بنا شده بود. میناز تیریث شهری هفت طبقه و بسیار بزرگ است و از برج های بسیار بلند  آن  نظیر برج اکثلیون میتوان مناطق بسیار وسیع و دوری  را مشاهده کرد.
- اوسگیلیاث، شهر و پایتخت سابق گاندور در کناره رودخانه آندوین و یکی از مراکز مهم در سرزمین میانه بود  که توسط شهر های میناز آنور(میناز تیریث) و میناز ایثیل( بعد ها میناز مورگول) حفاظت میشد. اوسگیلیاث توسط ایسیلدور  و آناریون فرزندان الندیل بنا نهاده شد.این شهر تا چند هزار سال پایتخت گاندور بود ولی در اواخر دوران سوم و پس از تسخیر میناز ایثیل به دلیل هجوم  های موردور و بعد حمله شورشگری به نام کاستامیر به  شهر،به طور کلی ویران و متروک گشت.
- پلارگیر، بندری در جنوب گاندور و مرکز ایالت لبنّین.
- تارنوست
- لوند گالن، شهری بندری در جنوب غربی گاندور.
- میناز ایثیل،در زبان سینداری به معنی برج ماه  که بعد ها پس از یورش موردور به آن میناز مورگول یعنی برج جادو و تاریکی گفته میشد؛ در اصل شهر دو قلوی میناز آنور بود که توسط ایسیلدور  بنیان نهاده شده بود و به همراه میناز آنور یا میناز تیریث وظیفه حفاظت از شهر اوسگیلیاث پایتخت گاندور  را داشتند. در دوره دوم یک بار توسط موردور تسخیر و ویران شد ولی پس از نبرد آخرین اتحاد باز پس گیری و بازسازی شد. پس از حدود ۲۵۰۰ سال و افول قدرت گاندور بار دیگر توسط ارتش سائورون و به رهبری پادشاه جادوگر آنگمار  تسخیر و  به طور کامل ویران گشت.سپس این شهر نفرین شد. پس از نفرین نام شهر به میناز مورگول تغییر یافت و شهری ویرانه و ترسناک و مقری برای سپاهیان اورک سائورون  شد. بعد ها دوباره پس از نبرد حلقه و نابودی سائورون، پادشاه والا مقام  آراگورن یا اله سار فارامیر را پادشاه  گاندور و ایثیلین  کرد و این شهر  توسط فارامیر دوباره بازسازی شد ولی هیچ وقت به دوران اوج خود بازنگشت.
- کاراساست، شهری در  جنوب میناز تیریث و مرکز ایالت لوسارناچ
- کایر اندروس، دژی در شمال اوسگیلیاث و در جزیره اندروس که از مرز شمال شرقی گاندور محافظت میکرد.
- ثاراگروندوست، شهری در غربی ترین منطقه گاندور و مرکز ایالت آندراست.
- تیر اثراید، شهری در هاروندور(گاندور جنوبی)
- گوبل تولفالاس‌، دژی در جزیره تولفالاس در جنوب شرقی بلفالاس
- سرلوند، شهری کوچک در دشت وسیع پیناث گلین در غرب گاندور